# Partido de la Mujer Brasileña
El Partido de la Mujer Brasileña (en portugués: Partido da Mulher Brasileira, PMB) es un partido político de Brasil. Fue fundado en 2008 y obtuvo el registro definitivo del TSE el 29 de septiembre de 2015, adoptando el número electoral 35.

## Ideología
A pesar del nombre, el partido no se identifica como feminista, sino como "femenino". El partido se define como un partido de "mujeres progresistas", "activistas de movimientos sociales y populares" y que, junto con hombres, "manifestaron siempre su solidaridad con las mujeres privadas de libertades políticas, víctimas de opresión, exclusión y terribles condiciones de vida". Se sitúa contra la legalización del aborto, salvo en las situaciones ya previstas en ley, y en el caso de inviabilidad del no nacido. El PMB también apoya los derechos de los homosexuales, y se opone a las identidades de género en las escuelas, así como a la legalización de las drogas.

## Bancada del Congreso
En noviembre de 2015, el partido recibió a sus primeros afiliados con mandato en el Congreso Nacional. Fueron ellos, todos hombres, los diputados Domingos Neto (CE, ex-PROS), Ezequiel Teixeira (RJ, ex-SD), Pastor Franklin (MG, ex-PTdoB), Toninho Wandscheer (PR, ex-PT), Valtenir Pereira (MT, ex-PROS), Victor Mendes (MA, ex-PV) y Weliton Prado (MG, ex-PT).
El 11 de diciembre el partido ya contaba con 22 diputados, entre los que había sólo dos mujeres, Brunny y Dámina Pereira. La representación femenina de la bancada del partido, aun cuando ella contaba con sólo dieciocho diputados y dos diputadas, era inferior a la media de la Cámara de Diputados. La significativa migración de congresistas al PMB, de la cual la mayoría fueron elegidos por partidos de poca expresión, resultó en acusaciones de uso de la suma del fondo partidista para la captación de diputados, lo que el partido niega.
En diciembre de 2015, el PMB afilió a su primer senador, Hélio José (DF, ex-PSD).
En enero de 2016 estaba entre las diez mayores leyendas de la Cámara - quedando al frente de partidos tradicionales como DEM, PDT, PRB, PV, PCdoB y PSC. En dos meses la leyenda desmoronó: 20 diputados de repente abandonaron el PMB, manteniendo el partido con sólo un parlamentario en la Cámara - haciendo el PMB la menor leyenda dentro de la Cámara, que terminó por abandonar la sigla en abril de 2018. El único nombre del partido en el Senado Federal, Hélio José (DF) también salió del partido y migró al PMDB.
En los comicios de 2016, del partido fueron elegidos sólo a 4 alcaldes y poco más de 200 concejales. Con más de 38 mil miembros, el PMB es una de las siglas que más tienen mujeres proporcionalmente afiliadas.